# Aire d'attraction de Mauges-sur-Loire
L'aire d'attraction de Mauges-sur-Loire est un zonage d'étude défini par l'Insee pour caractériser l’influence de la commune de Mauges-sur-Loire sur les communes environnantes. Publiée en octobre 2020, elle se substitue à l'aire urbaine de Mauges-sur-Loire, qui se composait d'une commune dans le zonage de 2010.

## Définition
L'aire d'attraction d'une ville est composée d’un pôle, défini à partir de critères de population et d’emploi ainsi que d’une couronne constituée des communes dont au moins 15 % des actifs travaillent dans le pôle. Le pôle d’attraction constitue ainsi un point de convergence des déplacements domicile-travail,.

## Type et composition
L’aire d'attraction de Mauges-sur-Loire est une aire intra-départementale qui ne comporte qu'une commune en Maine-et-Loire. 
Elle est catégorisée dans les aires de moins de 50 000 habitants, une catégorie qui regroupe 12,2 % au niveau national.

### Composition communale
| Nom                               | Code Insee | Département    | Statut         | Superficie (km2) | Population (dernière pop. légale) | Densité (hab./km2) | Modifier                                    |
| --------------------------------- | ---------- | -------------- | -------------- | ---------------- | --------------------------------- | ------------------ | ------------------------------------------- |
| Mauges-sur-Loire (commune-centre) | 49244      | Maine-et-Loire | commune-centre | 191,87           | 18 514 (2022)                     | 96                 | modifier les données · modifier les données |